# Estudios de datos críticos
Los estudios de datos críticos son el estudio sistemático de datos y sus críticas. El campo fue nombrado por los académicos Craig Dalton y Jim Thatcher.
El concepto surgió a partir del interés significativo en los estudios de datos críticos suscitado por danah boyd y Kate Crawford, quienes plantearon un conjunto de preguntas de investigación para el estudio crítico de macrodatos y sus impactos en la sociedad y en la cultura. Como su nombre lo indica, los estudios de datos críticos se basan en gran medida en la influencia de la teoría crítica que aplica al estudio de datos. Gracias al aporte de otros autores, tales como Rob Kitchin y Tracey P. Lauriault, ha logrado establecerse en forma de campo académico.
 Uno de los objetivos de los estudios de datos críticos es «dar sentido a los datos a través de diferentes marcos teóricos, algunos de los cuales incluyen el análisis ético, político, económico, temporal y espacial, y filosófico de los datos». Algunas de las revistas académicas relacionadas con los estudios de datos críticos incluyen Journal of Big Data y Big Data and Society.